# Мелашенко, Юрий Михайлович
Юрий Михайлович Мелашенко (укр. Юрій Михайлович Мелашенко; 21 апреля 1970) — советский и украинский футболист, вратарь. Большую часть карьеры провел в черниговской «Десне» и черновицкой «Буковине», где сыграл более 300 официальных матчей.

## Биография
В 17-летнем возрасте стал игроком черниговской «Десны», которая выступала во Второй лиге чемпионата СССР. С 1988 года на протяжении трёх сезонов был дублёром будущего игрока сборной Украины Дмитрия Тяпушкина. В сезоне 1991 года стал основным вратарём команды.
В 1994 году сыграл 2 матча в Высшей лиге за «Кривбасс». В 1995—1999 годах выступал в составе «Буковины». За 4 сезона выходил на поле в 113 матчах, становился серебряным призёром Первой лиги. В 2000 году вернулся в «Десну», за которую провёл 3 сезона во Второй лиге. Всего за «Десну» сыграл 203 матча (194 — в чемпионатах СССР и Украины и 9 — в Кубке Украины).
В сезоне 2002/03 выступал в Первой лиге за «Прикарпатье» (Ивано-Франковск) и «Сокол» (Золочев). Последним профессиональным клубом стал «Навбахор», который в 2003 году занял 3-е место в чемпионате Узбекистана.
После завершения карьеры футболиста перешёл на тренерскую работу. В 2015 году возглавлял команду Черниговского коллегиума № 11 на турнире «Кожаный мяч», где команда заняла 2-е место. С 2016 года работает тренером в черниговской ДЮСШ «Юность».

## Семья
Сын Сергей — футболист, вратарь клуба «Десна» (Чернигов).

## Достижения
«Буковина»
- Серебряный призёр Первой лиги Украины (1): 1995/96.

 «Десна»
- Серебряный призёр Второй лиги Украины (1): 2000/01 (Группа «В»).

 «Навбахор»
- Бронзовый призёр чемпионата Узбекистана (1): 2003.